# Moti palestinesi del 1920

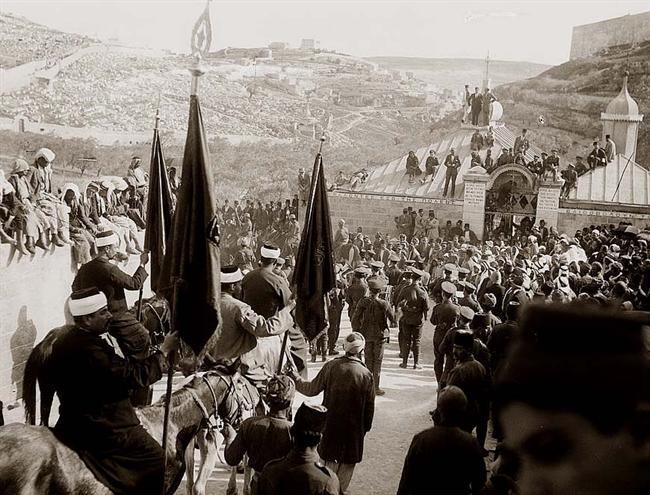
Festività di Nabi Musa a Gerusalemme, inizio aprile 1920.

I moti palestinesi del 1920 (noti anche come Moti di Nabī Mūsā) furono episodi di violenza tra gli arabi ed ebrei in Palestina all'epoca del mandato britannico della Palestina ex-ottomana ed ebbero luogo tra il 4 ed il 7 aprile 1920 nella Città Vecchia di Gerusalemme. Gli scontri portarono alla morte di 5 ebrei e 4 arabi.

## Antefatti

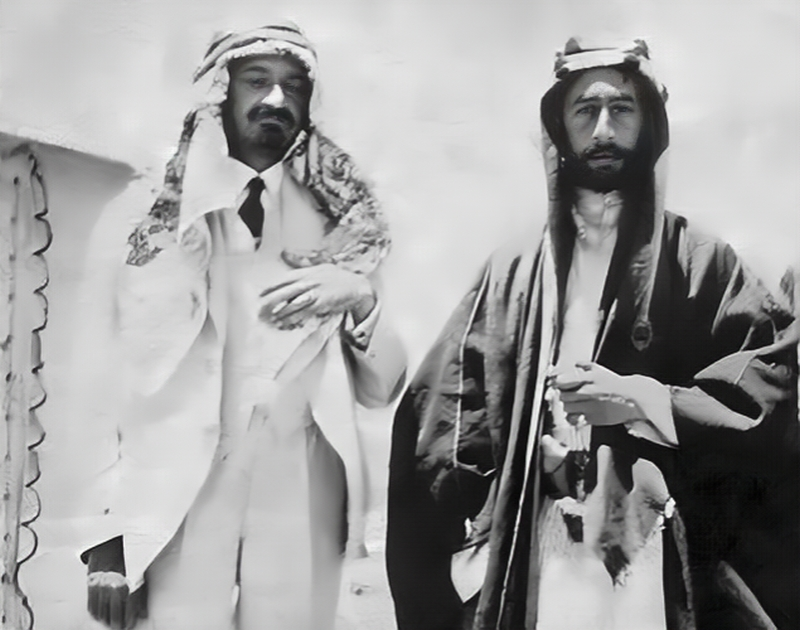
Chaim Weizmann e Faysal ibn Hussein nel 1918.

Negli anni precedenti al 1920 processioni islamiche organizzate per l'incontro annuale primaverile dedicato a Nabī Mūsā (profeta Mosè) furono caratterizzate da forme d'intimidazione delle comunità cristiane che si muovevano da Gerusalemme alla volta di Gerico.
Dopo che l'emiro hascemita Fayṣal ibn al-Ḥusayn s'era dichiarato d'accordo per l'insediamento di un Focolare Nazionale Ebraico in Palestina firmando gli accordi Faysal-Weizmann alla conferenza di pace di Parigi del 1919, i capi locali della comunità araba palestinese, fra i quali il sindaco di Gerusalemme Mūsā al-Ḥusaynī, respinsero tale accordo fatto in loro nome e le relazioni fra arabi ed ebrei peggiorarono. L'accordo fu respinto perché non s'era realizzata la condizione che l'Emiro Fayṣal aveva apposto per iscritto accanto alla propria firma, che rendeva l'accordo non-vincolante. Questa condizione riguardava il fatto che uno Stato indipendente doveva essere creato in Siria prima che l'accordo esplicasse i suoi effetti. Questo Stato non fu creato durante il breve regno siriano dell'Emiro Fayṣal, conclusosi con la battaglia di Maysalūn.
Gli attacchi arabi in Galilea del marzo 1920 e le attività di gruppi militanti arabi causarono profondo sconcerto fra i leader sionisti, che avevano avanzato numerose richieste all'amministrazione mandataria britannica miranti alla sicurezza dell'Yishuv. I loro timori furono esposti al funzionario capo amministrativo, gen. Louis Bols, al governatore Ronald Storrs ed al gen. Edmund Allenby, in particolare nell'incontro che costoro ebbero col presidente dell'Organizzazione sionista mondiale, dott. Chaim Weizmann, che li avvertì: "Il pogrom è nell'aria".
Storrs mise in guardia i leader arabi, ma le sue forze contavano appena 188 poliziotti, di cui solo 8 ufficiali. I turchi ottomani di norma dispiegavano migliaia di soldati per mantenere l'ordine nei vicoli di Gerusalemme durante la processione per Nabī Mūsā.
Vladimir Žabotinskij, che era stato in precedenza allontanato dalle forze armate britanniche come un "oratore politico imprudente", si sforzò apertamente di addestrare volontari ebrei per l'auto-difesa. La richiesta alle autorità britanniche di consentire a chi si difendeva di armarsi fu respinta; tuttavia circa 600 ebrei si armarono segretamente con armi portatili.
Tom Segev afferma che gli attacchi arabi fossero incoraggiati da Edmund Allenby: "L'aiutante di Allenby, col. Bertie Waters-Taylor, disse al Muftī di Gerusalemme, Hājjī Amīn al-Ḥusaynī, "che aveva una grande opportunità di mostrare al mondo che gli arabi di Palestina non avrebbero tollerato il dominio ebraico di quella loro terra; che il sionismo era impopolare non solo agli occhi dell'amministrazione della Palestina ma anche di Whitehall; e se disordini di sufficiente violenza fossero scoppiati a Gerusalemme a Pasqua, sia il gen. Bols, sia il gen. Allenby avrebbero invocato l'abbandono del progetto del Focolare Ebraico".

## 4-7 aprile 1920 nella Città Vecchia

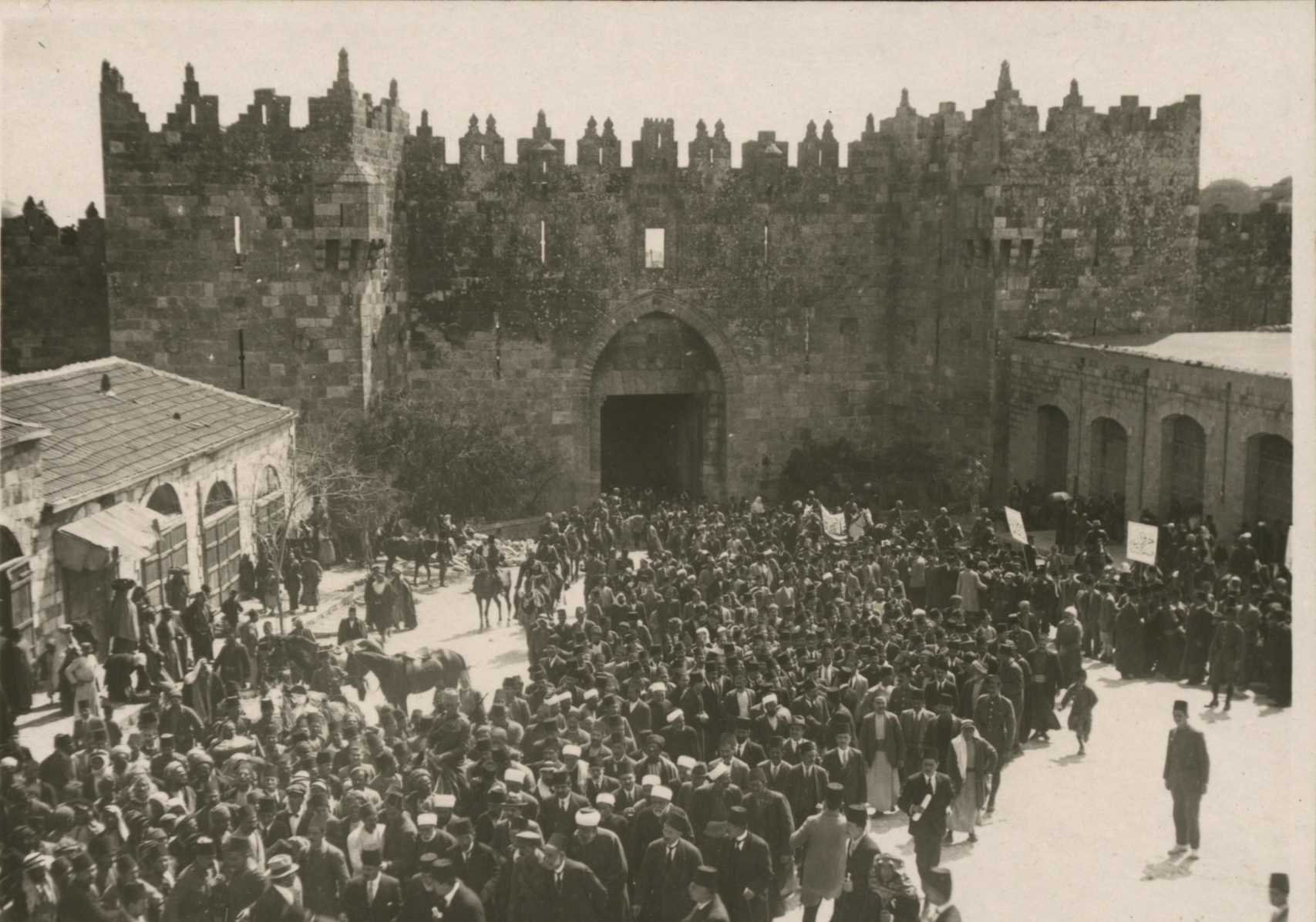
Manifestazione antisionista alla Porta di Damasco a Gerusalemme l'8 marzo 1920

Durante una processione il 4 aprile 1920, la rovente retorica anti-sionista portò a disordini a Gerusalemme. Una persona che attizzò gli animi fu il Hājjī Amīn al-Ḥusaynī, un giovane nipote del sindaco di Gerusalemme; un altro fu il direttore del giornale Sūriya al-Janūbiyya (Siria meridionale) ˁĀref al-ˁĀref, che arringò la folla nel suo discorso in groppa ad un cavallo. La folla araba saccheggiò il quartiere ebraico di Gerusalemme, bastonando chiunque avesse trovato e svaligiando negozi ed abitazioni. I disordini proseguirono per 4 giorni.
Il pedagogo e saggista arabo Khalīl al-Sakakīnī fu testimonio dell'esplosione delle violenze nella Città Vecchia:
(citato da Benny Morris, Righteous Victims)
La reazione britannica fu incostante. Dopo che esplose la violenza, Jabotinsky incontrò Storrs e suggerì il dispiegamento dei suoi volontari, ma la sua richiesta fu respinta. Più tardi Storrs cambiò opinione e chiese che 200 volontari si presentassero nel Quartier Generale delle forze dell'ordine perché giurassero come sostituti. Dopo che costoro furono arrivati e la cerimonia del giuramento era cominciata giunse l'ordine di non procedere e furono mandati via. L'esercito impose il coprifuoco notturno la domenica notte e furono arrestate diecine di manifestanti, ma lunedì mattina a costoro fu permesso di adempiere all'obbligo della preghiera del mattino e poi furono rilasciati.
Il lunedì le agitazioni peggiorarono e la Città Vecchia fu sigillata dall'esercito. Anche ad ebrei che tentavano di fuggire non fu permesso di uscire. Fu dichiarata la legge marziale ma razzie, rapine, stupri e uccisioni continuarono. Numerose abitazioni furono date alle fiamme.
Il lunedì sera i soldati furono evacuati dalla Città Vecchia: un passo che fu poi definito "un errore di giudizio" da un'inchiesta giudiziaria.
Volontari ebrei penetrarono nella Città Vecchia per organizzare l'auto-difesa dei suoi residenti. Uno di questi volontari fu Nehemia Rabin (Rubitzov), futuro padre di Yitzhak Rabin. Alla fine la violenza fu domata dai britannici.

## Numero delle vittime
- Morti: 5 ebrei e 4 arabi.

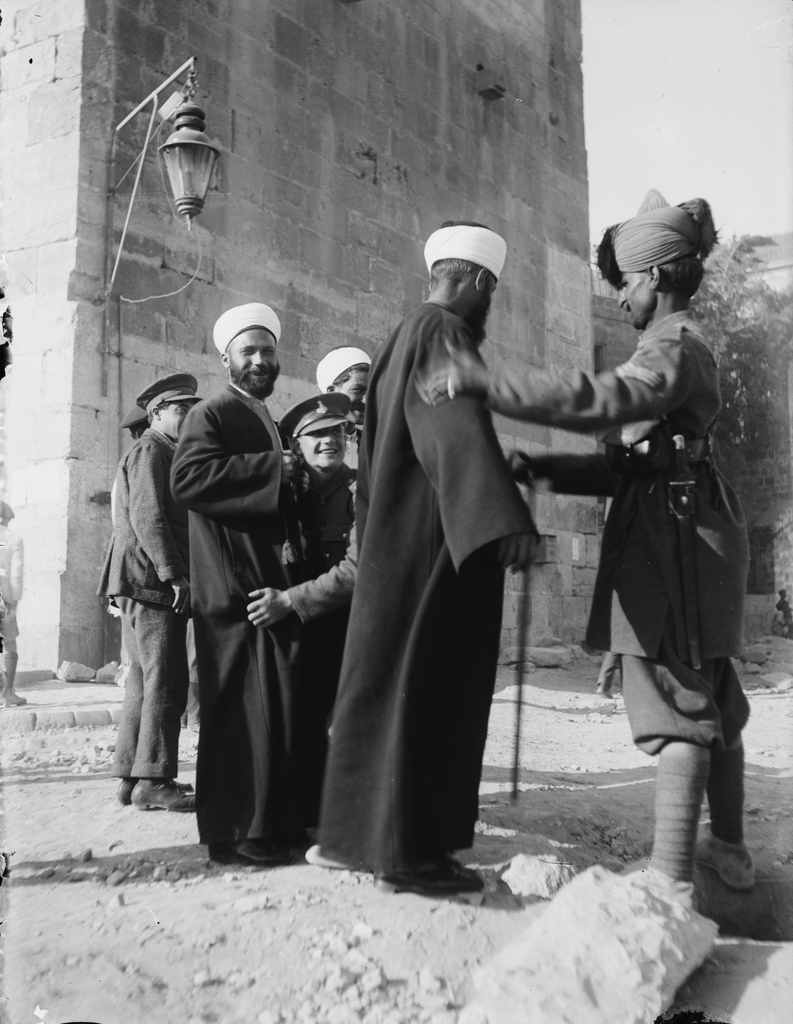
Controlli sui civili arabi (qui due religiosi) durante gli scontri di aprile 1920

- Feriti: 216 ebrei (18 in condizioni critiche), 23 arabi (1 in modo grave), 7 soldati britannici.

La maggioranza delle vittime fu costituita da appartenenti del vecchio-Yishuv (ebrei ortodossi non-sionisti ed alcuni addirittura antisionisti). Circa 300 ebrei furono evacuati dalla Città Vecchia.
Dopo i disordini, Storrs visitò Menachem Ussishkin, il presidente della Commissione sionista, per esprimergli "rincrescimento per la tragedia che ci ha colpiti".
Ussishkin rispose: "Quale tragedia?".
"Intendo dire gli sfortunati eventi che si sono verificati qui in questi giorni", replicò Storrs.
"Sua Eccellenza vuol dire il pogrom" suggerì Ussishkin. Quando Storrs esitò a categorizzare gli avvenimenti in tal modo, Ussishkin riprese: "Lei, colonnello, è esperto in materia di amministrazione, io lo sono di regole dei pogrom".
Su domanda della leadership araba palestinese, la Gran Bretagna ispezionò gli uffici e gli appartamenti della leadership sionista, incluse le case di Chaim Weizmann e di Vladimir Žabotinskij, alla ricerca di armi. Nell'abitazione di Jabotinskij furono trovate 3 carabine, 2 pistole e 250 cartucce. Diciannove persone furono arrestate, incluso Jabotinskij.
Una commissione d'inchiesta addebitò la responsabilità dei disordini alla Commissione sionista per aver provocato gli arabi. Jabotinskij fu condannato a 15 anni di prigione per possesso di armi. La Corte biasimò il "bolscevismo", sostenendo che esso era circolante nel più profondo del cuore del "sionismo" e ironicamente identificò il fiero anti-socialista Jabotinskij coi reali socialisti del partito del Poalei Zion ("Lavoratori sionisti"), definita "una precisa istituzione bolscevica".
Alcuni partecipanti ai moti furono puniti. Mūsā al-Ḥusaynī fu sostituito come sindaco da un appartenente al clan rivale dei Nashāshibī. Hajjī Amīn al-Husaynī ed 'Āref al-'Āref furono entrambi condannati a 10 anni in contumacia, visto che si erano rifugiati in Siria.
L'inchiesta ufficiale che seguì riscontrò che l'amministrazione militare britannica era abbondantemente antisemita e che le misure prese per mantenere l'ordine erano state inadeguate, ma nessuno fu rinviato a giudizio. Neppure un singolo poliziotto fu incriminato per mancata osservanza dei propri doveri.

Poche settimane più tardi, la conferenza di Sanremo rimpiazzò l'amministrazione militare del mandato con un governo civile sotto la guida di sir Herbert Samuel.
Uno dei risultati più importanti della sommossa fu che l'immigrazione legale degli ebrei in Palestina fu bloccata, esaudendo quella che era la maggior richiesta della comunità araba palestinese. Avvertendo che i britannici avevano scarsa volontà di difenderli dalle reiterate violenze arabe, gli ebrei di Palestina decisero di organizzare una milizia clandestina di auto-difesa, l'Haganah ("difesa").